# エトニーズ

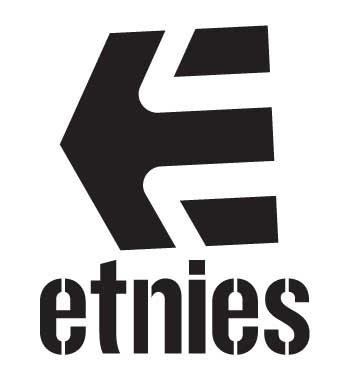
ブランドのロゴ

エトニーズ (Etnies) は、アメリカ･カリフォルニア州レイクフォレストにあるソール・テクノロジー社の所有するシューズブランド。
1986年、フランスにて生まれたこのブランドは、フランスで「ethnic」という言葉からエトニックスというブランドでスタート。しかし、商標権の問題により、エトニーズと名前が変更された。
1989年、元スケーターのピエール・アンドレ・セニゼルグが設立したソールテクノロジー社がスケートボードシューズのデザインなどをエトニーズに向けてデザイン提供を始める。これが人気となり、ピエールはエトニーズのアメリカでの販売権を獲得し、翌1990年にエトニーズの全権利をソール・テクノロジー社の傘下に収めることにした。
現在では、スケートボードシューズのみならず、関連会社にてスノーボードブーツなども製造している。